# Калінув (Білобжезький повіт)
Калінув (пол. Kalinów) — село в Польщі, у гміні Стромець Білобжезького повіту Мазовецького воєводства.
У 1975-1998 роках село належало до Радомського воєводства.